# Vågkraft
Vågkraft avser oftast nyttjandet av den energi som finns i vattenvågor. Det är att på olika sätt absorbera/fånga upp den energi som finns i vågen och konvertera den till någon annan mer användbar form. I de flesta sammanhang då man pratar om vågkraft pratar man om att producera elektricitet, men det finns exempel på att nyttja vågkraften för andra syften så som avsaltningsanläggningar.

Det är nödvändigt att känna till vågmiljön om man ska kunna anlägga och driva en vågkraftsanläggning och uppkomsten av havsvågor är en komplicerad process. Studier av naturliga vågor bygger därför mycket på mätningar av vågornas storlek och vindförhållanden och utifrån det har data analyserats för att ge en bild av vågförhållandena.
De främsta svårigheterna för att utvinna vågenergi rör problem med att kunna hantera variationerna i vågeffekten och konstruera vågkraftverk som klarar av de påfrestningar som uppkommer av stormar och den korrosiva miljö havet utgör och samtidigt få en godtagbar ekonomi.

## Fysikaliska principer för havsvågor
Det enklaste sättet att beskriva en havsvåg är att beskriva den som en elementär sinusvåg, men i verkligheten är det oftast mycket mer komplicerat än så. Ytvågor på havet genereras oftast av vind som blåser. Ibland är det vind invid kusten som genererat vågorna medan andra gånger är stormar ute till havs som skapat vågorna vilka sedan når stranden. Det är därför man kan se vågor ute på havet även en dag då det inte blåser. Det finns ett antal olika typer av vågor i och under vattenytan, men den typ av vågor som vanligtvis studeras i samband med vågkraft är gravitationsvågor för vilka gravitationen är den återförande kraften. De principer och samband som tas upp här nedan behandlar enbart gravitationsvågor.
Det havsklimat som råder när det blåser är väldigt komplicerat på grund av att vågsystemen uppkommer från olika håll och överlagras i varandra vilket resulterar i att våghöjden och periodtiden varierar slumpartat i tiden. Vid frånvaro av vind blir vågorna mer regelbundna och kallas då för dyningar. Dyningar transporterar energi mycket långa sträckor och med mycket små förluster tills djupet blir så litet att friktionen mot botten börjar inverka.
Vågorna karaktäriseras av våghöjden H som definieras som skillnaden mellan topp och dal hos vågen, våglängden λ (avståndet mellan två toppar) och periodtiden T (tiden mellan två vågtoppar som passerar en fix punkt). Gravitationsvågor delas in i tre huvudgrupper utifrån förhållandet mellan vattendjupet h och våglängden λ.
- Djupt vatten där h/ λ>1/2
- Övergångsdjup där 1/20< h/ λ<1/2
- Grunt vatten där h/ λ<1/20

### Dispersionsrelationen
Dispersionsrelationen beskriver sambandet mellan vågfrekvensen (vinkelfrekvensen) och vågtalet. Dispersionsrelationen för gravitationsvågor ser ut på följande vis:
{\displaystyle \omega ^{2}=gk\operatorname {tanh} (kh)}
där: 
{\displaystyle k={\frac {2\pi }{\lambda }}}
ω är vågfrekvensen (vinkelfrekvensen), g är tyngdaccelerationen, k är vågtalet, λ våglängden och h är vattendjupet. Då h ökar närmar sig tanh(kh) ett. Faktum är att redan vid h= λ/2 är tanh(kh)≈0,996. Därför approximeras dispersionsrelationen till:
{\displaystyle \omega ^{2}=\operatorname {gk} }
Detta är dispersionsrelationen för djupt vatten och gäller som sagt när h≥ λ/2, denna gräns används som definition för djupt vatten, för grunt vatten är tanh(kh)≈kh och dispersionsrelation kan då approximeras till:
{\displaystyle \omega ^{2}=\operatorname {k^{2}gh} }
Dispersionen har betydelse vid beräkningar av vågornas utbredningshastighet (hur snabbt vågorna färdas).

### Fashastighet och grupphastighet
Fashastigheten c definieras som med vilken fart en viss del av vågen fortplantar sig, till exempel vågtoppen. Under en vågperiod T hinner vågtoppen färdas en våglängd λ och därmed blir fashastigheten:
{\displaystyle c={\frac {\lambda }{T}}={\frac {\omega }{k}}}
Fashastigheten hos vågorna kan sedan skrivas om ytterligare med hjälp av dispersionsrelationen ovan och då erhålls följande samband för djupt vatten:
{\displaystyle c={\frac {\omega }{k}}={\sqrt {\frac {gk}{k}}}={\sqrt {\frac {g}{k}}}={\frac {g}{\omega }}={\frac {gT}{2\pi }}}
För djupt vatten beror fashastigheten av vågtalet där långa vågor ger en högre fashastighet. Det innebär att långa vågor transporteras snabbare än korta, man säger att djupvattenvågor är dispersiva (spridande). Genom att utnyttja dispersionsrelationen för grunt vatten kan fashastigheten i grunt vatten även skrivas om, och då erhålls följande samband: 
{\displaystyle c={\frac {\omega }{k}}={\sqrt {\frac {gk^{2}h}{k}}}={\sqrt {gh}}}
I grunt vatten är fashastigheten inte dispersiv, då den endast kommer att bero av tyngdaccelarationen och havsdjupet.
Hastigheten som en grupp av vågor färdas med kallas grupphastighet cg. Grupphastigheten går att approximeras till dω/dk. För djupt vatten blir grupphastigheten:
{\displaystyle c_{g}={\frac {g}{2\omega }}={\frac {c}{2}}}
Medan för grunt vatten blir grupphastigheten densamma som fashastigheten. Värt att notera är att grupphastigheten för djuphavsvågor är hälften så stor som fashastigheten hos vågorna som utgör gruppen av vågor. Grupphastigheten är också den hastighet som energin hos vågorna breder ut sig med.

### Vågenergi och effekten hos vågorna
Vågenergin är summan av den potentiella och kinetiska energin som finns hos vågorna. I en verklig havsmiljö har man sällan rent sinusformade havsvågor utan vågorna är ofta oregelbundna. Superpositionsprincipen gör att oregelbundna vågor kan ses som en överlagring av ett antal sinusformade elementärvågor, alla med olika våghöjd, våglängd, inbördes fasläge och utbredningsriktning. Ett vågsystems oregelbundenhet kan beskrivas med statistiska metoder härledda från teorin om stokastiska processer. Ett vanligt sätt att beskriva havsytans statistiska egenskaper är genom vågornas energispektrum. Energimängden hos de ingående harmoniska komponenterna (de olika sinusformade elementärvågorna) är direkt proportionell mot 1/2ai2 där ai är vågamplituden. Den totala energin per kvadratmeter havsyta hos vågsystemet beror därmed av variansen av vattenytans nivå:
{\displaystyle E=\rho _{w}\operatorname {g} <\xi ^{2}>}
- E är energin hos vågsystemet
- ρw är vattnets densitet
- g är tyngdaccelerationen
- <ξ2> är variansen hos vattenytans nivå

Eftersom oregelbundna vågor ses som en överlagring av ett antal olika elementära sinusvågor betyder det att ett antal olika våghöjder också är överlagrade. Man talar då om den signifikanta våghöjden Hm0 för hela vågsystemet (de oregelbundna vågorna). Den signifikanta våghöjden definieras enligt konvention som fyra gånger standardavvikelsen på vattenytans nivå (vågamplituden). Därmed blir variansen av vågamplituden:
{\displaystyle <\xi ^{2}>={\frac {1}{16}}H_{m0}^{2}}
och vågenergin per m² blir:
{\displaystyle E={\frac {\rho _{w}g}{16}}H_{m0}^{2}}
Eftersom hastigheten med vilken energin transporteras är grupphastigheten kommer, vinkelrätt mot vågens utbredningsriktning, effekten per meter vågfront att bli:
{\displaystyle P=Ec_{g}={\frac {\rho _{w}g^{2}}{64\pi }}T_{E}H_{m0}^{2}}
Där TE kallas energiperioden och är ett statistiskt mått på den dominerande perioden i vågklimatet. Relationen ovan gäller för vågor på djupt vatten, det vill säga då havsdjupet överstiger halva våglängden. Värt att notera är att effekten beror av den signifikanta våghöjden i kvadrat vilket innebär att om en kraftig vind orsakar en fördubbling i våghöjden kommer effekten att fyrdubblas.

## Principen bakom vågkraftverk
För att kunna nyttja energin som finns i vågorna krävs ett helt system som hanterar allt från absorberingen av vågornas energi till inmatningen av el på elnätet. Först och främst måste vågornas energi absorberas/fångas upp och sedan konverteras till en användbar energiform. Denna konvertering kan i sin tur ske på tre olika nivåer. Den första nivån kallas för primär energikonvertering där vågenergin erhålls genom ett oscillerande system. Ett sådant system kan till exempel bestå av en flytande boj eller oscillerande vattenpelare inuti en struktur.
Den primära energiomvandlingen kan även bestå av system som fokuserar vågorna och utnyttjar höjdskillnaden som uppstår. Energin i vågorna omvandlas då till ren lägesenergi.
En andra nivås konvertering handlar om att omvandla energin som absorberades i det första steget. Det är i detta steg som utrustning för kontroll och effektuttag kommer in, det handlar då om kontrollerbara ventiler, hydraulisk vädur, och olika hydrauliska och pneumatiska komponenter som elektronisk hård- och mjukvara. Själva konverteringen i detta steg sker oftast genom att man på olika sätt driver en turbin. Turbinen i sin tur driver en generator som omvandlar rörelseenergin till elektricitet, vilken är det tredje konverteringsnivån. Systemlösningar där man helt hoppar över det andra steget finns också. Dessa bygger på ett system med en flytande boj som absorberar/fångar upp energi ur vågorna varvid energin konverteras direkt till elektricitet via en direktdriven permanent magnetiserad linjärgenerator.
Den sista delen i vågkraftsystemet rör hur den av generatorn producerande elen ska hanteras och transporteras till land och matas in i elnätet. Detta är en viktig del då många vågkraftverkslösningar bygger på att vågkraftverken ligger ute till havs och inte invid strandkanten. Detta gäller speciellt vid direktdrivna linjärgeneratorer då den el de producerar inte kan matas in direkt i elnätet.
Till dags dato har en mängd olika lösningar på hur ett vågkraftverk ska konstrueras föreslagits och idag finns det runt 40 olika system för omvandlingen av vågenergi till elektricitet. 

Det finns idag ett flertal olika sätt för att klassificera dessa lösningar som brukar kallas för WEC vilket står för Wave energy converters (vågenergikonverterare). De vanligaste sätten att klassificera WEC är enligt deras horisontella storlek och orientering, lokalisering i förhållande till kustlinjen och lokalisering i förhållandet till havsytan. WEC:er klassificeras också in utifrån hur energiutvinningen från vågorna sker. De allra flesta system går att sortera in i någon eller några av följande klasser:
- En oscillerande vattenpelare (OWC) består av en kammare med en öppning under vattnet genom vilken vattenpelaren i kammaren står i förbindelse med det vågpåverkade vattnet utanför. Inuti kammaren är luft instängd och när vattnet oscillerar strömmar luften genom en turbin.[2][3]
- Vattentransportsystem som samlar vatten från infallande vågor för att skapa en höjdskillnad för att driva en eller flera lågtrycksturbiner.[2][3]
- Oscillerande kroppar utgörs av alla system som på något sätt låter vågorna sätta en kropp i rörelse och utnyttjar denna rörelse för att driva en generator. Två vanliga underkategorier till oscillerande kroppar är punktabsorberande (PA) system och dämpande system. PA system är flytande eller monterade på havsbotten och ger en hävande rörelse som omvandlas av mekaniska och/eller hydrauliska subsystem till en linjär eller roterande rörelse vilket i sin tur driver en generator.[2][3] Dämpande system (attenuators) är långa flytande strukturer uppdelade i flera segment. Dessa är placerade parallellt med vågens riktning. De olika höjderna på vågen längs med den flytande strukturen resulterar i en flexande rörelse mellan segmenten som driver en hydraulisk pump eller annan typ av konverterare.[2][3][8][9]

Det finns några ytterligare typer av vågkraftverk som inte passar in under de ovanstående beskrivningarna. För djupare detaljer om de några av de olika vågkraftstyperna som finns se Vågkraftverk.

## Miljöpåverkan
Generellt betraktar man vågkraften som ett energislag med begränsad miljöpåverkan, men precis som med all annan teknologi som är under utveckling råder det osäkerheter kring den verkliga omfattningen, forskning inom området pågår för närvarande. Den påverkan som vågkraften kan ha är väldigt platsspecifik på grund av att de fysiska och ekologiska faktorerna varierar från plats till plats. Det finns ett antal miljömässiga aspekter som det behövs ta hänsyn till:
Visuell påverkan och ljud beror väldigt mycket vilken typ av vågkraftsanordning det är och varierar avsevärt i synbar frihöjd och ljudalstring såväl över som under vattenytan. WEC:er som bygger på oscillerande vattenpelare eller vattentransportsystem har oftast den största frihöjden och är mest synliga. För bojar och andra flytande anordningar blir den visuella påverkan på miljön liten, för system som ligger långt ut kommer vågkraftverket inte att vara synligt från land, detta trots de varningssystem som bojarna har för sjöfartens skull. Luften som sugs in och trycks ut vid OWC-typer åstadkommer förmodligen den största källan till ljud ovan havsytan. Under havsytan kan det uppstå ljud från turbiner, hydrauliska pumpar och andra rörliga delar. Det kan vara viktigt att tänka på frekvensen hos ljudet när dess påverkan utvärderas.
Minskad våghöjd efter vågkraftverket kan ha betydelse i vissa områden, denna inverkan är dock endast märkbar 1 till 2 kilometer bort från vågkraftverket. För vågkraftverk som ligger längre ut från stranden än så kommer det inte bli någon märkbar skillnad vid land. De vågkraftverk som utvecklas idag absorberar inte så mycket energi från den inkommande vågen att det blir ett lugnt vågklimat efter vågkraftverken. Uppskattningsvis skulle dessa vågkraftverk kunna orsaka maximal reduktion i storleksordningen 10-15 procent, denna påverkan skulle även kraftigt avta inom ett par kilometer.
Marina livsmiljöer kan både påverkas positivt och negativt beroende på karaktären hos de tillkomna ytorna både under och över havsytan samt förändringar på havsbotten. Artificiella ytor ovan havsytan kan fungera som livsmiljöer för fåglar, sälar och sjölejon. Ytor under vatten kan utgöra underlag, växtytor och skydd för olika biologiska system. Detta kan utgöra både ett positivt och ett negativt komplement till ett redan existerande habitat. Forskning tyder på att fundament som placeras på havsbotten kan fungera som artificiella rev.
Giftiga utsläpp kan vara ett problem som uppkommer i samband med oavsiktliga utsläpp av vätskor som används i system hydrauliska fluider. All påverkan kan minimeras genom att välja icke-giftiga vätskor och noggrann uppföljning. Andra källor till giftiga utsläpp kan vara användandet av biocider för att hantera marin påväxt på vågkraftverket.
Konflikter om intresseområden kan uppstå då andra, såsom sjöfart, fiskeri och båtturer för rekreationella syften, vill ha tillgång till havsområdet som vågkraftverken upptar. Denna påverkan kan även få positiva effekter för fritids- och kommersiellt fiske då vågkraftverken fungerar som ytterligare biologiska habitat samt att ett område med fiskeförbud kan gynna närliggande områden då ett sådant kan fungera som en vagga för fisken.
Installering och avveckling. När själva vågkraftverket byggs och kablarna installeras kan negativa effekter på de marina habitaten uppstå. Vid avvecklingen och nedmonteringen av vågkraftverken är den största risken att marint liv som anpassat sig till de nya miljöerna påverkas negativt.